# ジェイミー・ペック

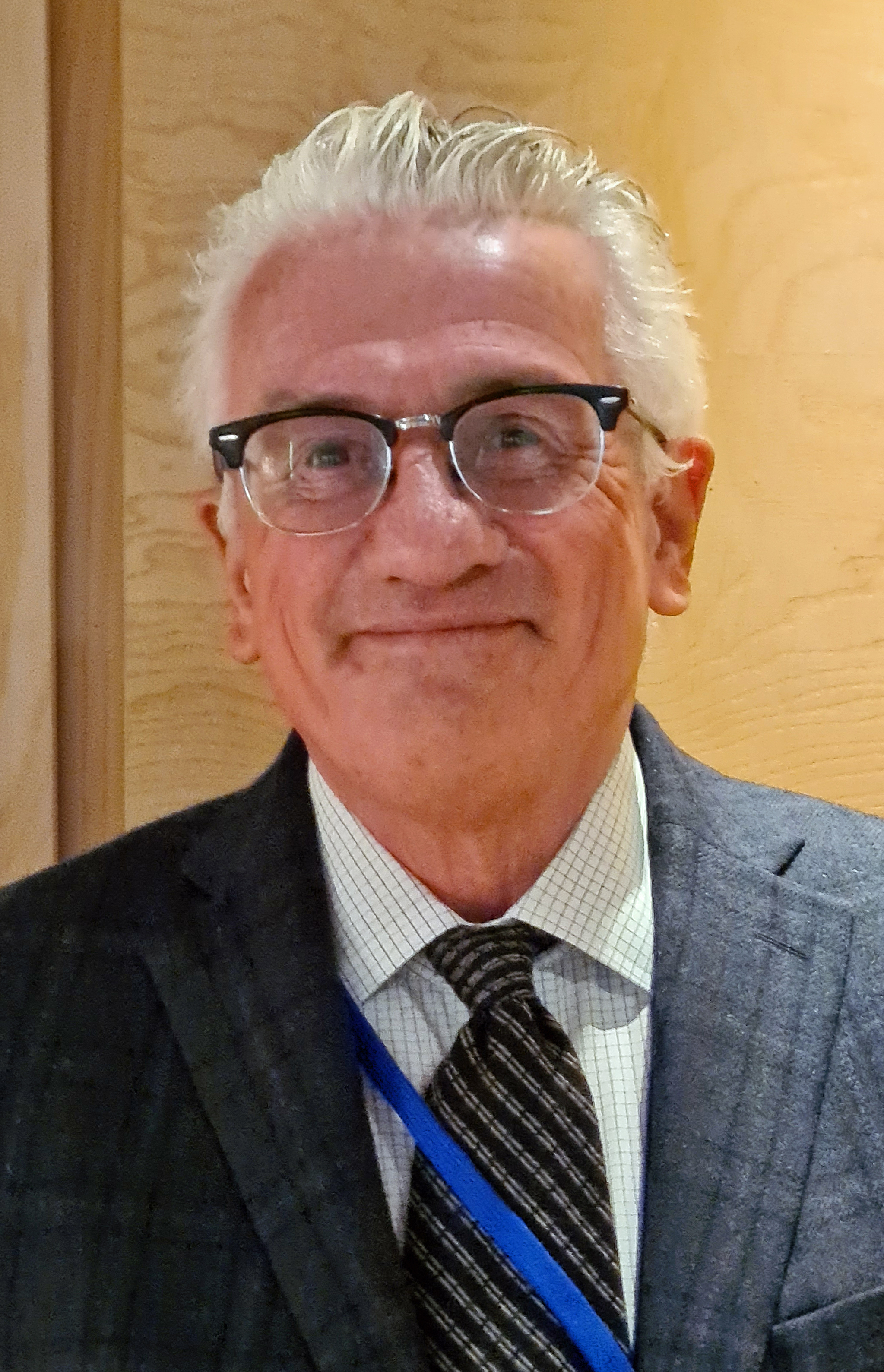
Jamie Peck (2023)

ジェイミー・ペック（Jamie Peck FRSC FAcSS、1962年7月9日 - ）は、イギリス・ノッティンガムシャー州キンバリー出身である、ブリティッシュコロンビア大学における都市・地域政治経済分野のカナダ研究主任、地理学教授。ペックは、『Environment and Planning A』の編集長 (Managing Editor) であり、Summer Institute in Economic Geography（経済地理学夏の学校）の呼びかけ人（コンベナー）である。

## 経歴
ペックは、グッゲンハイム・フェローシップやハークネス・フェローシップを受給した経験があり、マンチェスター大学の地理学教授、ウィスコンシン大学マディソン校の地理学・社会学教授を経ており、これまでに、客員としてジョンズ・ホプキンズ大学、オックスフォード大学、シンガポール国立大学、ヴィットヴァーターランド大学、メルボルン大学、ノッティンガム大学、アムステルダム大学、オスロ大学、クイーンズ大学ベルファストなどに籍を置いてきた。

## 研究業績
ジェイミー・ペックの研究関心は、新自由主義（ネオリベラリズム）の政治経済学、政策移転、経済的ガバナンス、労働市場理論・政策、都市の構造再編などに及んでいる。おもな著書として、ニック・シオドア (Nik Theodore) との共著『Fast policy: experimental statecraft at the thresholds of neoliberalism』（2015年）、『Constructions of neoliberal reason』（2010年）、ヘルガ・ライター (Helga Leitner)、エリック・シェパードとの共編著『Contesting neoliberalism: urban frontiers』（2007年）、アダム・ティッケル、エリック・シェパード、トレヴァー・バーンズとの共編著『Politics and practice in economic geography』（2007年）、トレヴァー・バーンズ、エリック・シェパードとの共編著『Workfare states』（2001年）、『Work-place: the social regulation of labor markets』（1996年）、『Wiley-Blackwell companion to economic geography』（2012年）などがある。近年では、世界的な規模でのアウトソーシングの社会学や、アメリカ合衆国南部における労働政策、都市再編の政治経済学などに取り組んでいる。

## 受賞・栄誉

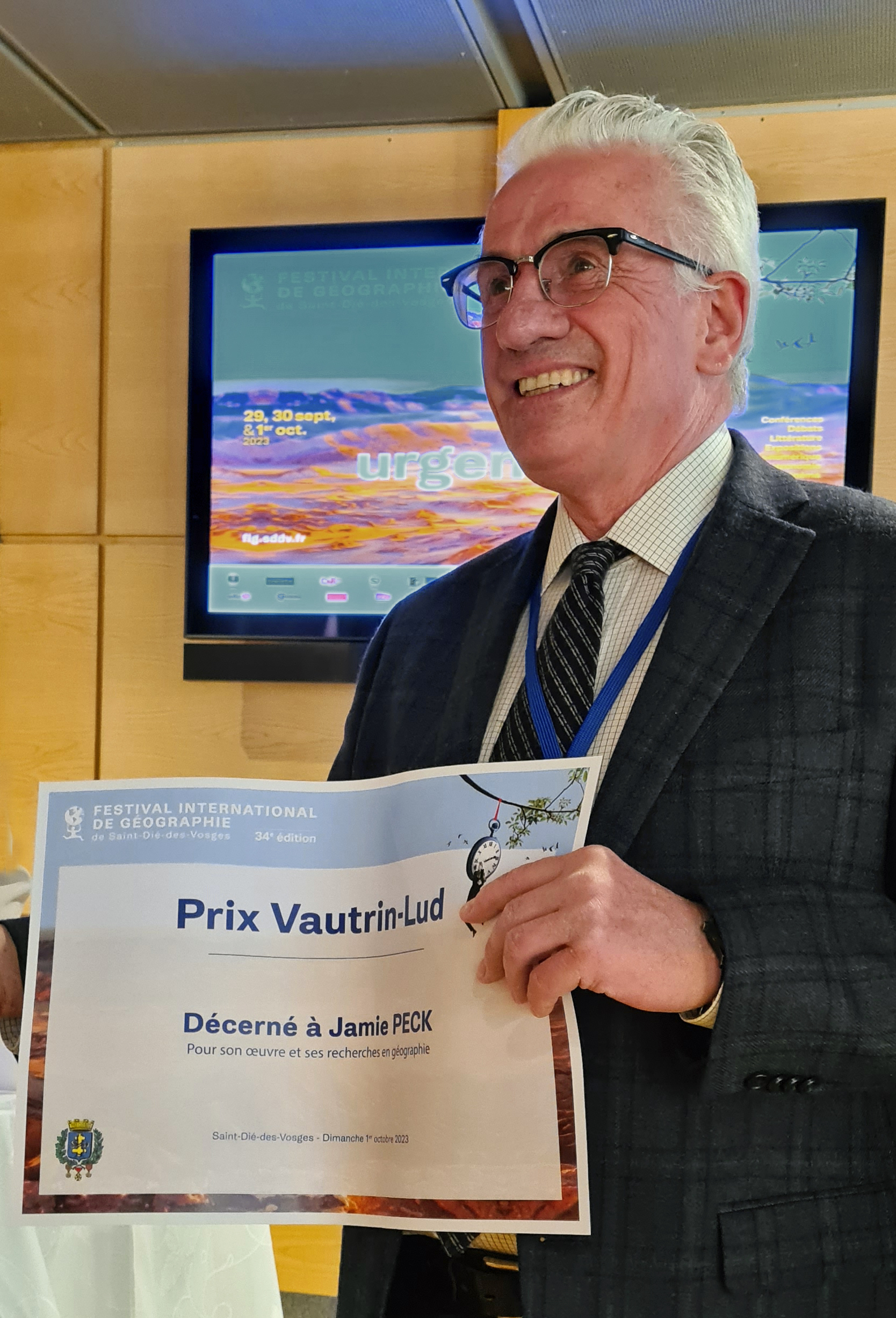
Prix Vautrin-Lud 2023

- エレン・チャーチル・センプル賞 - ケンタッキー大学地理学部（英語版）、2008年[5]
- カナダ王立協会フェロー
- 社会科学院 (イギリス)（英語版）フェロー
- ジョン・サイモン・グッゲンハイム記念財団（英語版）フェロー（2006年 - 2007年）
- 王立地理学会バック賞（英語版） - 新経済地理学への貢献に対して
- コモンウェルス財団（英語版）ハークネス・フェロー (Harkness Fellow)（1995年 - 1996年）